# 屏東郡
屏東郡（へいとうぐん）は、日本統治時代の台湾に存在した行政区画の一つであり、高雄州に属した。

## 概要
屏東街、長興庄、塩埔庄、高樹庄、里港庄、九塊庄、六亀庄、蕃地の1街6庄1蕃地を管轄し、郡役所は屏東街に置かれた。郡域は現在の屏東県屏東市、長治郷、麟洛郷、塩埔郷、高樹郷、里港郷、九如郷、三地門郷、霧台郷、瑪家郷および高雄市六亀区、桃源区、茂林区に当たる。
六亀庄および蕃地の一部（現在の高雄市桃源区、茂林区に当たる）は、1932年（昭和7年）旗山郡に編入された。また同年、蕃地のうち現在の屏東県瑪家郷に当たる地域が潮州郡に編入された。1933年（昭和8年）屏東街は屏東市に昇格した。

## 歴代首長

### 郡守
- 永田綱明[1]
- 斎藤透[2]
- 田丸直之[3]
- 小島仁三郎[4]
- 武田駒吉[5]
- 小山政太郎[6]
- 矢野栄治[7]
- 山田竹三郎[8]
- 北原三男[9]：1940年7月[10] -
- 砥上坦[11]：1941年1月[12] -
- 佐藤才幹：1944年12月16日 -